# Rhododendron guizhongense
Rhododendron guizhongense är en ljungväxtart som beskrevs av G.Z. Li. Rhododendron guizhongense ingår i släktet rododendron, och familjen ljungväxter. Inga underarter finns listade i Catalogue of Life.